# 슬로바키아 U-16 축구 국가대표팀
슬로바키아 U-16 축구 국가대표팀(슬로바키아어: Slovenské národné futbalové mužstvo do 16 rokov)은 슬로바키아를 대표하는 16세 이하의 축구 국가대표팀으로, 슬로바키아의 축구 관리 기관인 슬로바키아 축구 협회의 관리를 받는다.

## 역대 감독
| 감독                | 임기        |
| ------------------- | ----------- |
| 류보미르 모라우치크 | 2005 ~ 2008 |